# Giuseppe Mengoni

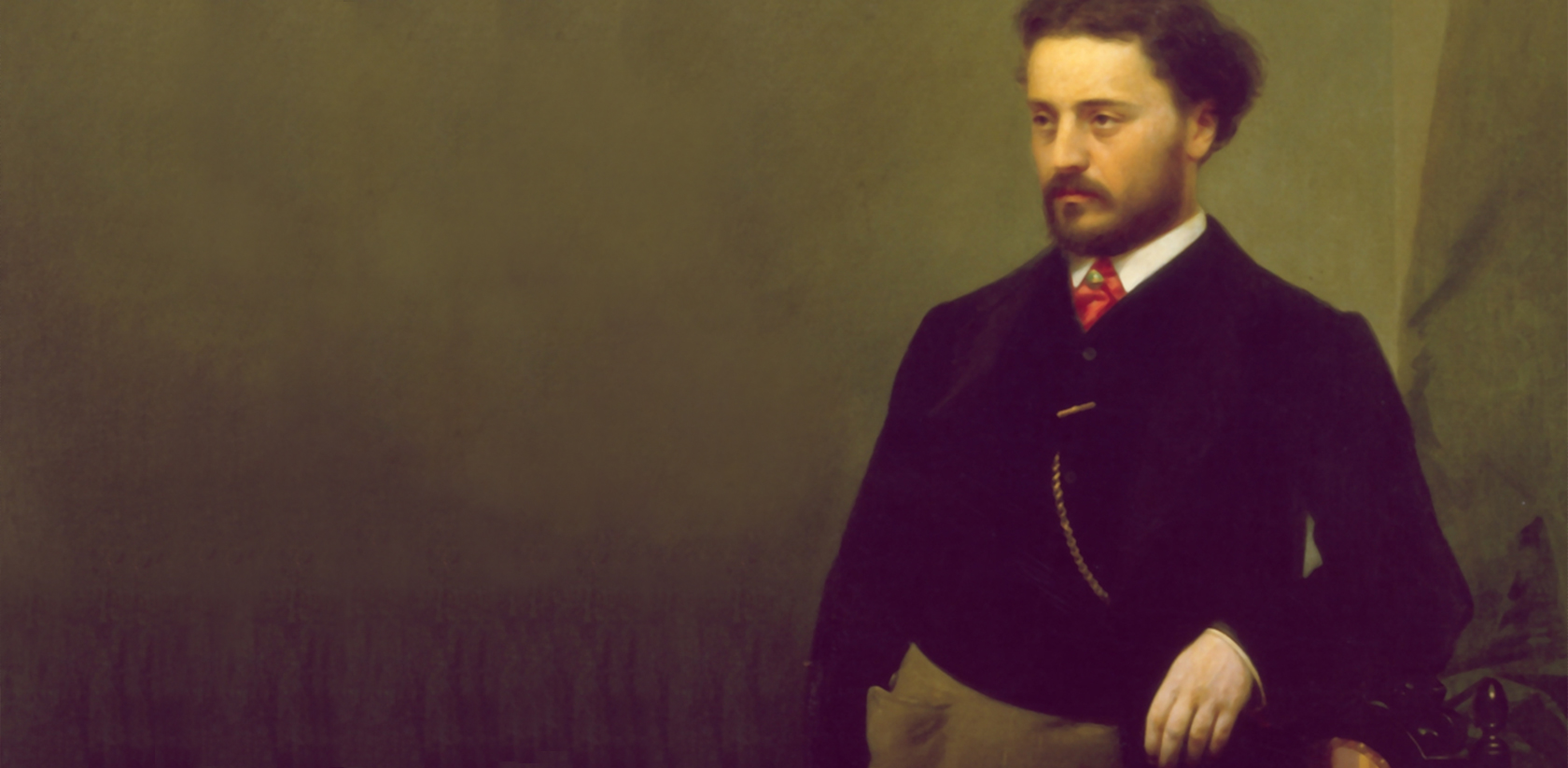
Porträtt av Giuseppe Mengoni.

Giuseppe Mengoni, född 23 november 1829 i Fontanelice, Italien, död 30 december 1877 i Milano, var en italiensk arkitekt och ingenjör. Han ritade Galleria Vittorio Emanuele II i centrala Milano år 1861. Gallerian byggdes 1865-1877 och Mengoni föll mot sin död två dagar innan invigningen när han på nära håll skulle inspektera den åttakantiga klaskupolens dekor, 47 meter över marken.